# Прилепці
При́лепці (болг. Прилепци) — село в Кирджалійській області Болгарії. Входить до складу общини Кирджалі.

## Населення
За даними перепису населення 2011 року у селі проживали 317 осіб, з них 313 осіб (99,4%) — турки.
Розподіл населення за віком у 2011 році:
Динаміка населення: